# Башкирская отдельная стрелковая бригада
Башкирская отдельная стрелковая бригада (1919—1921) — военное формирование башкирских частей во время Гражданской войны в России.

## Формирование и история
Башкирская отдельная стрелковая бригада была организована по приказу № 615 председателя Революционного военного совета РСФСР Л. Д. Троцкого от 5 апреля 1919 года в городе Белебее на базе бывших военнослужащих Башкирского корпуса, а также новобранцев мобилизованных в Белебеевском, Стерлитамакском и Уфимском уездах.
В августе 1919 года в составе бригады находились 3-й Башкирский стрелковый полк, 3-й Башкирский кавалерийский полк, Башкирский отдельный артиллерийский дивизион (3 батареи), запасный батальон и другие. Общая численность составляла 15 373 человек.
В сентябре бригада вошла в состав Петроградского гарнизона, а в октябре — Башкирской группы войск.
С октября 1919 года в составе Башкирской отдельной стрелковой бригады находились 1-й, 2-й и 3-й Башкирские стрелковые полки, 3-й Башкирский кавалерийский полк, Башкирский отдельный артиллерийский дивизион и другие.
В начале 1920 года бригада вошла в состав 7-й армии, а с мая 1920 года — Петроградского военного округа.
Части Башкирской отдельной стрелковой бригады участвовали в обороне Петрограда и при разгроме Северо-Западной армии генерала Н. Н. Юденича.
В декабре 1919 года Башкирская отдельная стрелковая бригада переведена на охрану государственной границы с Финляндией, а с мая 1920 года — с Латвией.
Весной 1921 года Башкирская отдельная стрелковая бригада была расформирована.

## Командующие
- Х. Н. Ахмеров (с августа 1919 года);
- Х. Ф. Алишев (с начала 1920 года);
- А. Х. Терегулов (сентябрь 1920 года — февраль 1921 года).

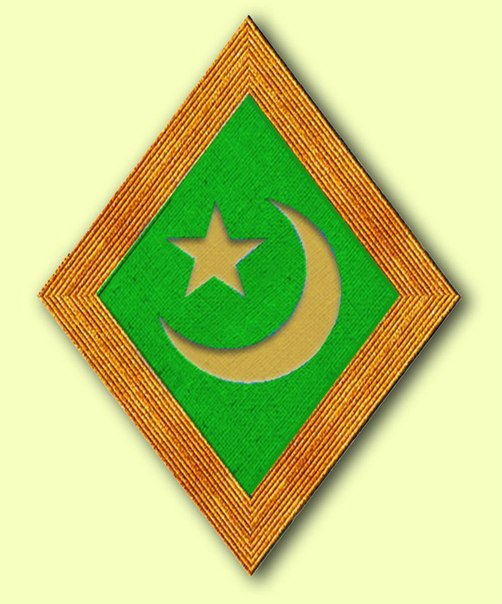

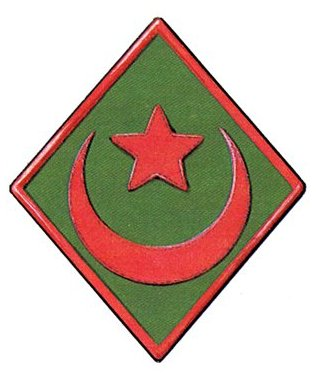

## Знаки отличия
Отличительным знаком личного состава Башкирской группы войск являлся нарукавный знак. Представлял собой ромб зелёного цвета, окантованный золотым шнуром. В середине ромба помещены шитые золотом полумесяц и звезда. Кроме этого существовали другие вариации нарукавной нашивки: красная звезда и полумесяц без ромба (на гимнастёрке), зелёный ромб с красной окантовкой.

## Награды

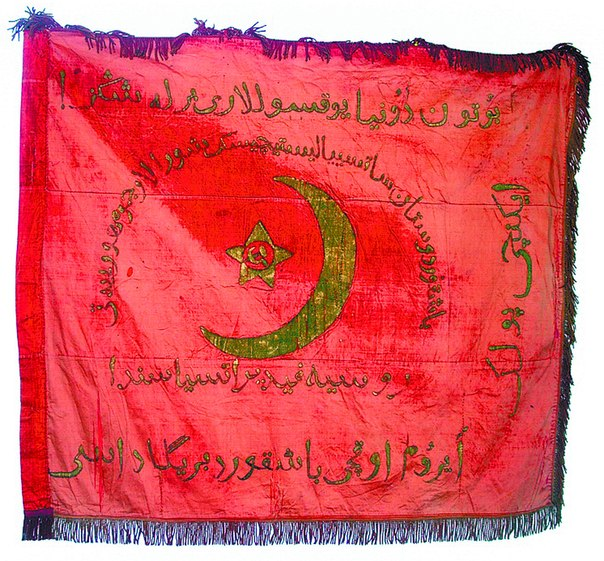
Знамя 2-му полку.

27 мая 1920 года Председателем Реввоенсовета уполномоченных башкирских частей на фронтах Ф. А. Ахмадуллиным от имени Башревкома были вручены знамёна трём башкирским полкам. Ныне двa из них хранится в Национальном музее Республики Башкортостан.